# Melton Mowbray
Melton Mowbray is een plaats in het bestuurlijke gebied Melton, in het Engelse graafschap Leicestershire. De plaats telt 25.554 inwoners.

## Geboren
- John Brooks (1990), voetbalscheidsrechter
- Oliver Burke (1997), voetballer

## Foto's

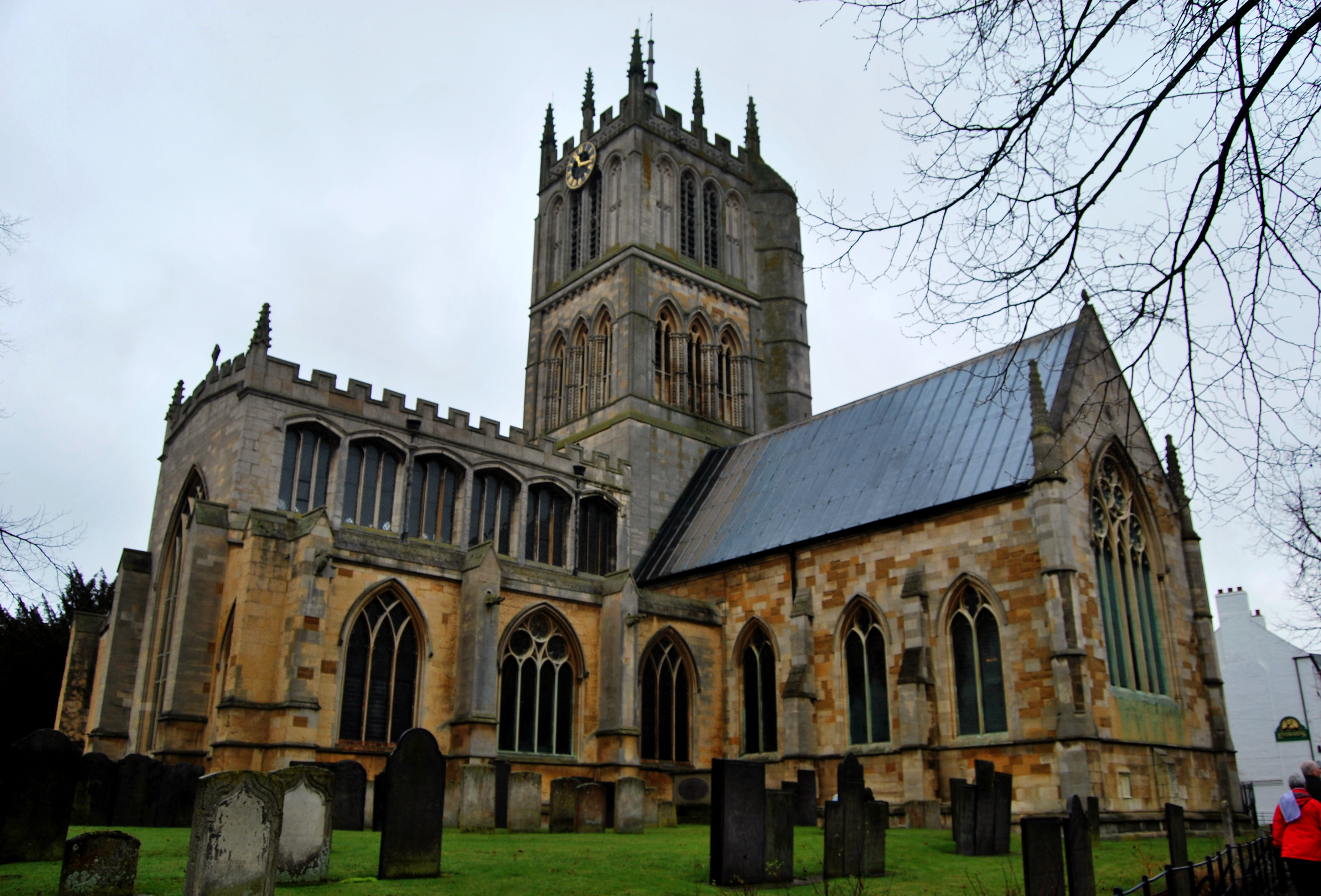
Kerk
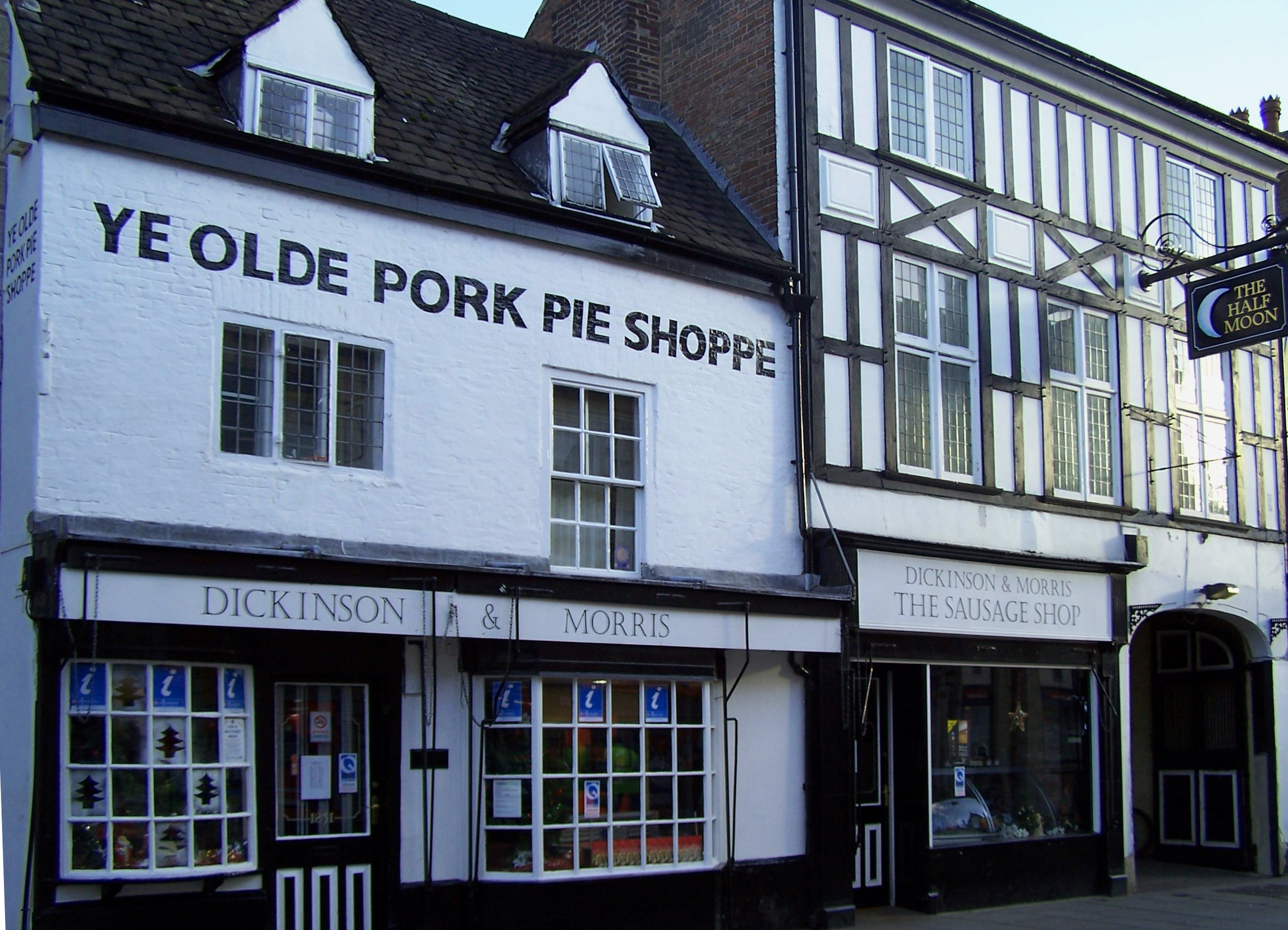
Taartwinkel
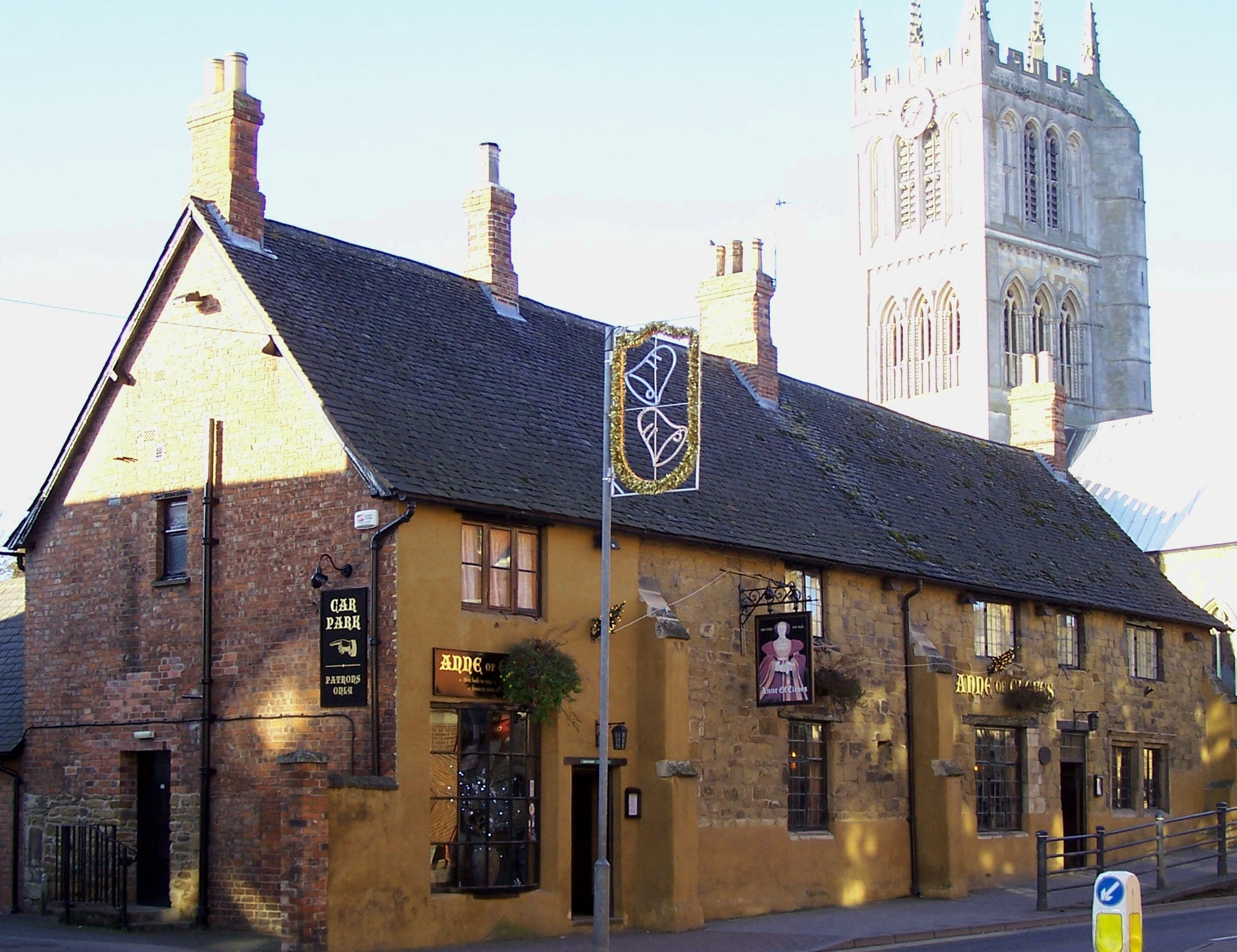
Anne of Cleves pub